# El realquilado
El realquilado (Entertaining Mr Sloane en su versión original) es una obra de teatro de Joe Orton, estrenada en 1964.

## Argumento
La obra dispone de tan solo cuatro personajes. Ella comienza, con la llegada del bisexual Sloane como inquilino a la casa del señor Kemp, un anciano casi ciego y bastante egoísta,  en donde vive con sus hijos Eddie y Kat. El primero es un joven homosexual bastante arribista que no tiene escrúpulos a la hora de conseguir lo que quiere. La segunda es una madura mujer de poca inteligencia pero de actividad sexual bastante frenética. Enseguida ambos hermanos pondrán sus ojos en el nuevo inquilino, lo que provocará graves consecuencias hasta llegar a un sorprendente final en el que ambos hermanos se pondrán de acuerdo para turnarse con Sloane y así poder disfrutar ambos de él.

## Representaciones destacadas
- Wyndham's Theatre, Londres, 6 de mayo de 1964. Estreno.
  - Dirección:  Patrick Dromgoole.
  - Intérpretes: Madge Ryan, Dudley Sutton, Charles Lamb, Peter Vaughan.
- Chile
  - Dirección: Víctor Jara[1]
- Teatro Alfil, Madrid, 20 de enero de 1975. Estreno en España.
  - Dirección: Ángel García Moreno.
  - Escenografía: Juan Antonio Cidrón.
  - Intérpretes: Pedro Civera, Tony Isbert, Andrés Mejuto, Laly Soldevila.
- Teatro Marquina, Madrid, 13 de abril de 1989.
  - Dirección: Ángel García Moreno.
  - Escenografía: Amadeo Sans.
  - Intérpretes: Julita Martinez, Pedro Civera, Luis Prendes, Miguel Ortiz.
- Teatro Galileo, Madrid, octubre de 2001.
  - Dirección: Manuel Vasco.
  - Intérpretes: Isabel Ordaz, Miguel Hermoso, José Lifante y Abel Vitón.